# کلاه سفیدت را بر سر بگذار
«کلاه سفیدت را بر سر بگذار» (انگلیسی: Put on Your White Sombrero) ترانه‌ای از ابرگروه سوئدی آبا است که در سال ۱۹۸۰ منتشر شد. نویسنده و تهیه‌کنندگان ترانه بنی آندِشون و بیورن اولویوس بودند. بعدها دو خواننده بلژیکی و هلندی به‌طور مستقل این ترانه را کاور (بازاجرا) نمودند.